# Job de Roincé
Job de Roincé, de son vrai nom Joseph Boreau de Roincé, né le 16 avril 1896 à Segré, et mort le 30 décembre 1981 à Limoges, est un journaliste et un écrivain lié au mouvement breton.

## Biographie

### Origine
Joseph Boreau de Roincé, est né dans une famille d'ancienne bourgeoisie originaire du Maine issue de Michel Boreau (1630-av. 1709), marchand, bourgeois de Champtocé, dans l'actuel département de Maine-et-Loire. Jacques Boreau, sieur de Roincé, receveur à Mamers (actuel département de la Sarthe), acquit la charge anoblissante de secrétaire du roi, par lettres patentes du 12 juin 1658. Mais sa descendance se vit refuser le bénéfice de cet anoblissement, probablement par suite de l'édit de 1664, et ce, suivant l'avis de Chaix d'Est-Ange.
Les armes de la famille Boreau de Roincé sont: « d'azur au chevron d'argent accompagné en poite d'une ancre de navire de même et en chef de 2 coquilles d'or ».
Il a plusieurs enfants dont Jacques de Roincé, né en 1927, sergent-parachutiste au 3e bataillon de parachutistes vietnamiens, mort au combat de Ban Hine Siu en janvier 1954 lors de la Guerre d'Indochine.
- Albert Boreau de Roincé (1868, Segré-1936, Nantes) ∞ Paule du Beaudiez (1867, Landerneau-1948,La Roë)
  - Joseph (1896-1981) ∞ Madeleine Gagnon (1900-1990)
  - Coulm Henri Pierre François Marie (1898, Plougoulm-1978)
  - Marguerite (1899, Plougoulm-1997, Méral)  ∞ André Rébillard
  - Bernadette (1901, Plougoulm-1995) ∞ Louis Buffet
  - Paulette (1906, Saint-Pol-de-Léon-2001, Landerneau) ∞ Gérard de Montfort
  - Yves (1909, Saint-Pol-de-Léon-1993, Morlaix) ∞  Marguerite de Carheil

Par sa mère, Job de Roincé est affilié à la Famille de Dieuleveult. Il est le petit-fils de Paul de Dieuleveult.

### Mouvement breton
Né à Segré en Maine-et-Loire en 1896, Joseph Boreau de Roincé fréquente le collège de Saint-Pol-de-Léon (Finistère). Adolescent, il participe à la naissance du Bleun Brug, le mouvement de l'abbé Jean-Marie Perrot. Après la Première Guerre mondiale durant laquelle il était mobilisé. Il est combattant avec le 41e régiment d'infanterie.
Il participe à la création en 1919 du Groupe régionaliste breton avec Henri Prado, Morvan Marchal et d'autres membres de l'Action française, ainsi qu'à la création de la publication Breiz-Atao, pour laquelle il propose ce titre. Il quitte assez rapidement cette publication pour collaborer à L'Ouest Eclair et constatant que les convictions républicaines des nouveaux adhérents sont incompatibles avec ses convictions royalistes, il prend ses distances.
Pendant la Seconde guerre mondiale, il est président de la Société des écrivains bretons, émanation de la Fédération régionaliste de Bretagne de Jean Choleau. Cette société est créée en 1942 dans le cadre du congrès organisé par l'Institut celtique de Bretagne.

### Journalisme
Sur le plan professionnel, il commence sa carrière de journaliste en 1921 au journal Le Nouvelliste de Bretagne de Rennes. Il est nommé en 1925 à la suite du décès d'Alphonse Gavard, par le Conseil d'Administration du Courrier du Maine comme directeur du journal La Mayenne.
Entre 1925 et 1939, il assume la direction du journal La Mayenne. Il est membre de l'Union nationale des combattants de la section de Laval, dont il devient vice-président en 1931.
A la disparition de La Mayenne en septembre 1939, il continue au journal Le Courrier du Maine, qui est le propriétaire du journal disparu. 
Pendant l'occupation, il collabore aussi au journal pour enfants Ololê de 1940 à 1944. Il est aussi le scénariste de la majorité des bandes dessinées de la collection A la française publiées par les Éditions littéraires et artistiques, de 1942 à 1943. On y retrouve les convictions nationalistes, monarchistes et anglophobes de l'auteur.  En 1943 et 1944, il participe à Radio Rennes Bretagne.
Le Courrier du Maine devient le Courrier de la Mayenne en octobre 1944 où il reste jusque dans les années 50. À partir de 1950, il est à Rennes rédacteur en chef de l'hebdomadaire les Nouvelles de Bretagne.

### Ecrivain
Parallèlement, il a une activité littéraire, axée sur une conception inchangée de l'histoire de l'ouest de la France, sur la défense de la chouannerie et de la religion dans une perspective antirépublicaine. Il reçoit le prix Broquette-Gonin de l'académie française en 1975 pour un livre biographique traitant du marquis de La Rouërie.

## Publications

### Revue sur le théâtre
- La Revue du bon théâtre. Revue mensuelle. Directeur, Job de Roincé. [1re année.] N° 1, avril 1946. Publication : Juvigné (Rennes, impr. de Riou-Reusé). In-4° (270 x 210), 16 p.